# Conchas de Haro

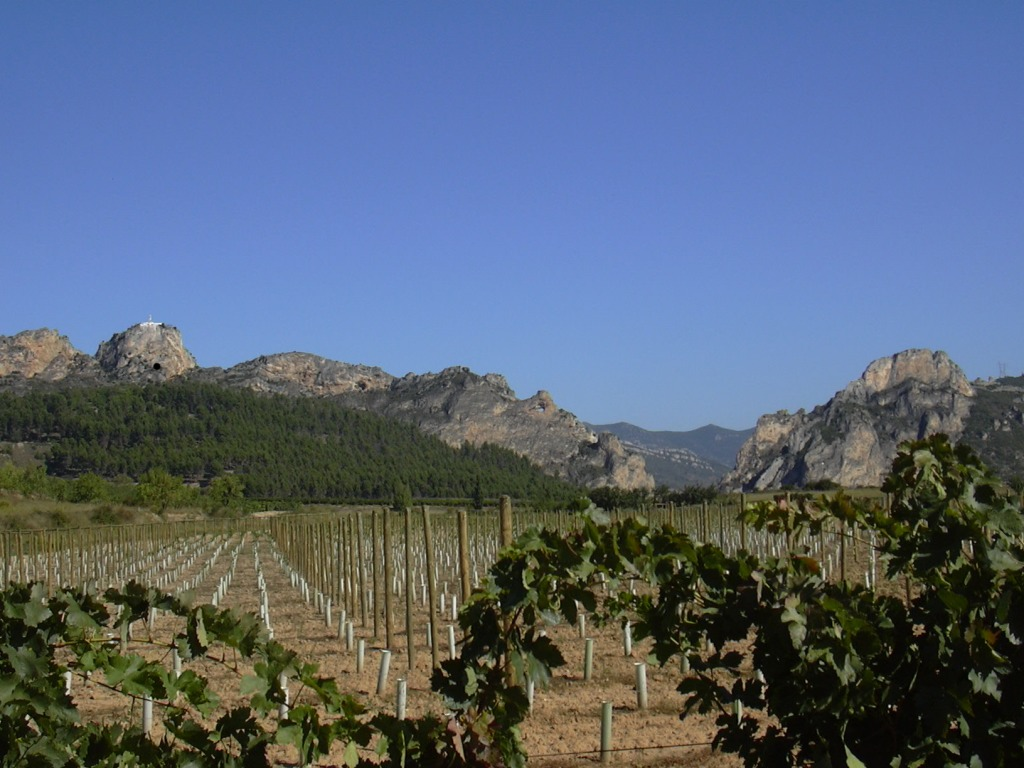
Conchas de Haro.

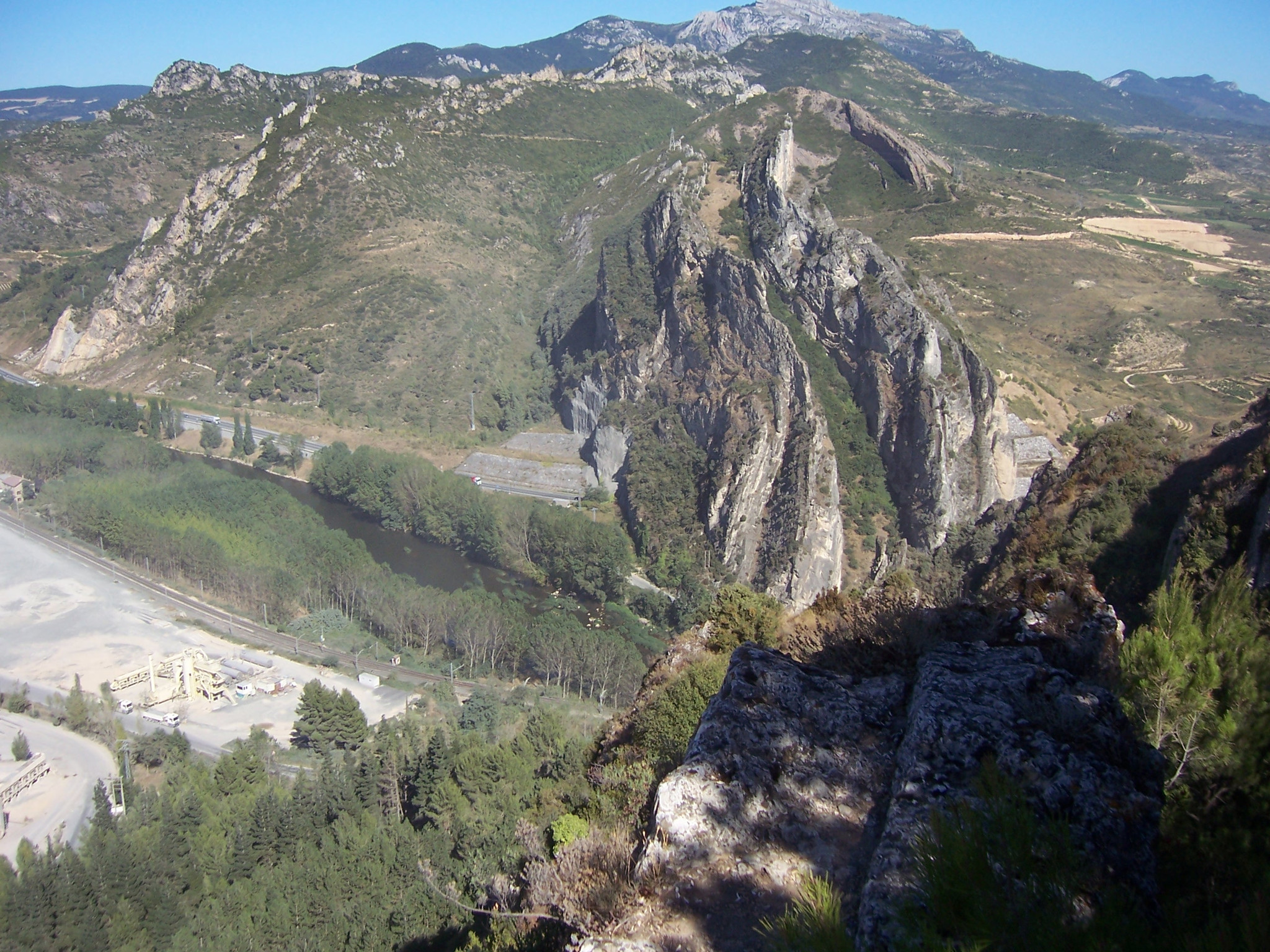
Conchas de Haro vistas dos Riscos de Bilibio.

As Conhcas de Haro são um conjunto geográfico, formado por um canal natural produzido pelo rio Ebro em sua entrada em terras de La Rioja, separando os Montes Obarenes e a Serra de Cantabria. Algumas cidades próximas são Briñas, Salinillas de Buradón, Haro e Miranda de Ebro.